# Saint-Privat-du-Fau
Saint-Privat-du-Fau là một xã ở tỉnh Lozère trong vùng Occitanie, phía nam nước Pháp.